# پانزدهمین اجلاس بریکس
اجلاس ۲۰۲۳ بریکس پانزدهمین اجلاس سالانه گروه بریکس بود که با حضور سران کشورهای برزیل ، روسیه ، هند ، چین و آفریقای جنوبی در ژوهانسبورگ برگزار شد.   سیریل رامافوسا، رئیس جمهور آفریقای جنوبی از رهبران ۶۷ کشور برای حضور در این اجلاس دعوت کرد. 

## رویدادها

### گسترش بریکس
تاکنون چندین کشور برای پیوستن به گروه بریکس ابراز علاقه کرده اند. در این اجلاس، سیریل رامافوزا، رئیس جمهور آفریقای جنوبی اعلام کرد که از آرژانتین، مصر، اتیوپی، ایران، عربستان سعودی و امارات متحده عربی برای پیوستن به بریکس دعوت شده است. عضویت کامل این کشور‌ها از ۱ ژانویه ۲۰۲۴ محقق خواهد شد.

## رهبران شرکت کننده

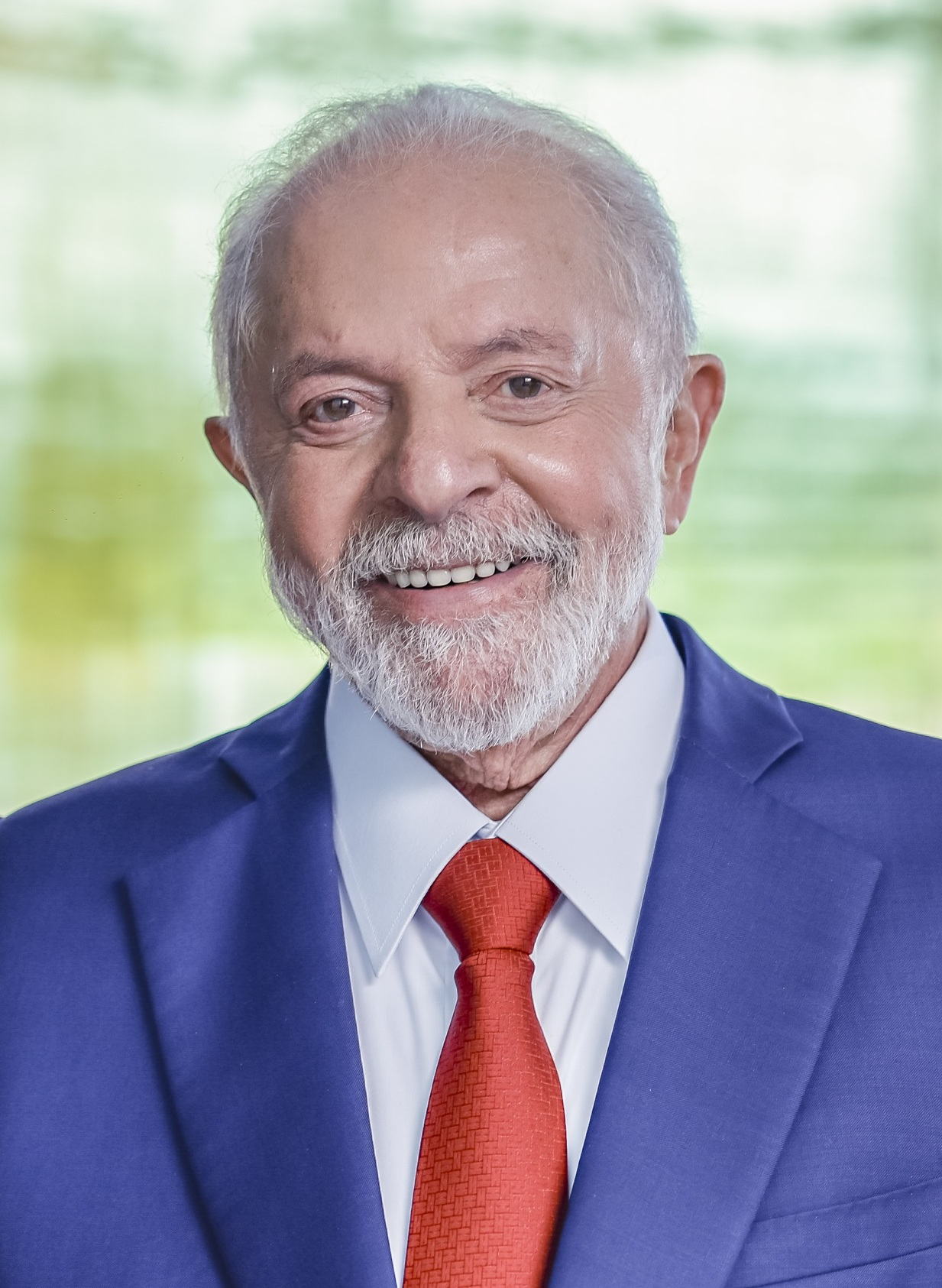
BRA لوئیس ایناسیو لولا دا سیلوا، رئیس‌جمهور
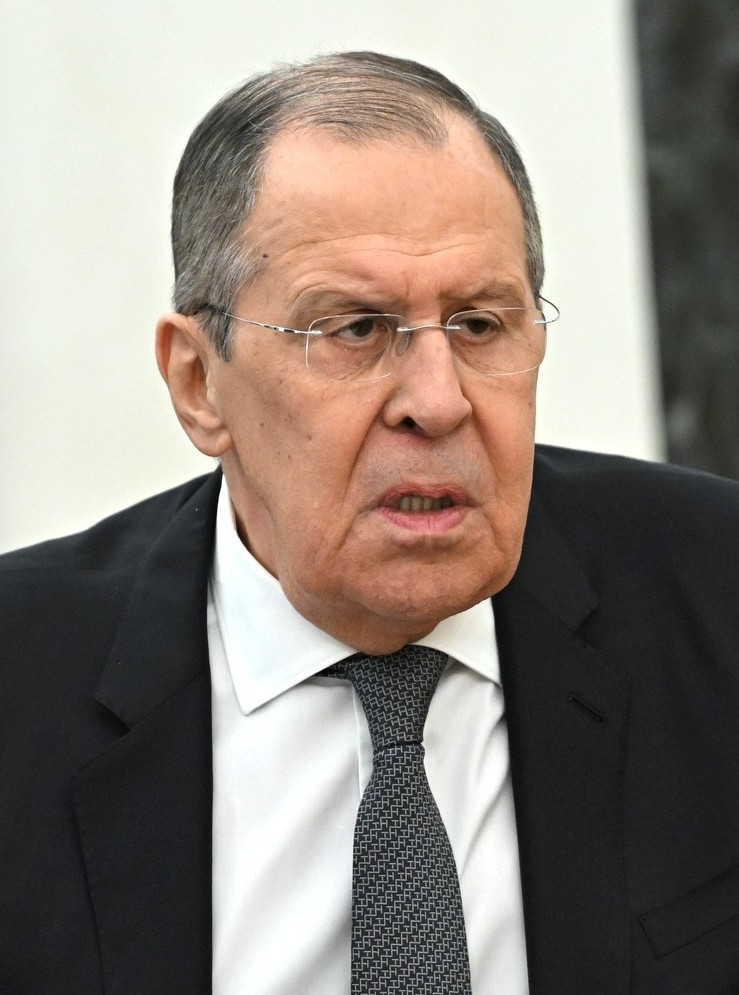
RUS سرگئی لاوروف, وزیر امور خارجه
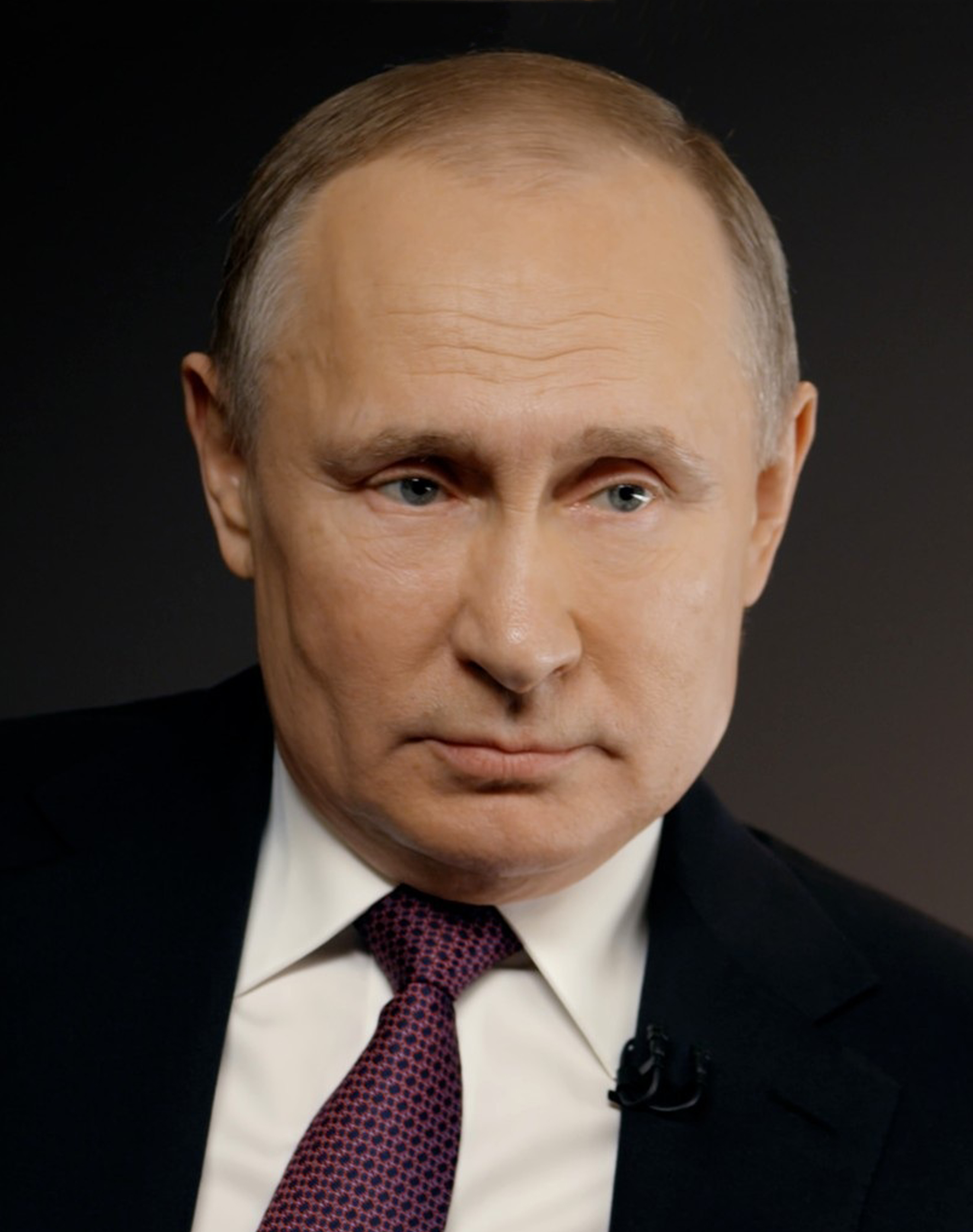
RUS ولادیمیر پوتین، رئیس‌جمهور (مشارکت ویدئو کنفرانسی)
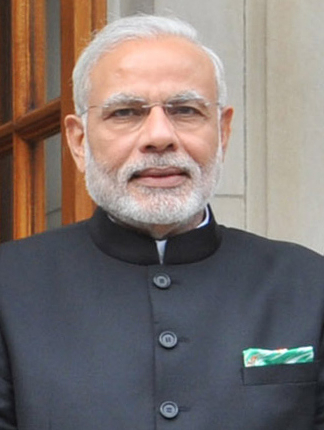
IND نارندرا مودی، نخست‌وزیر
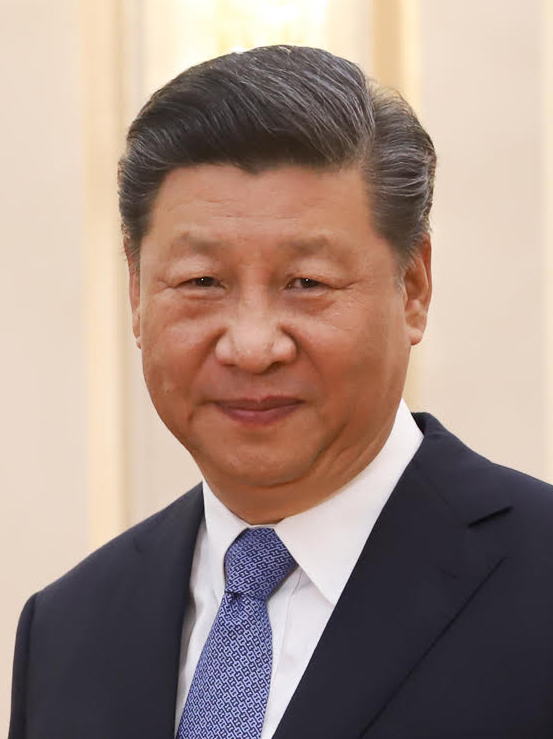
CHN شی جین پینگ، رئیس‌جمهور
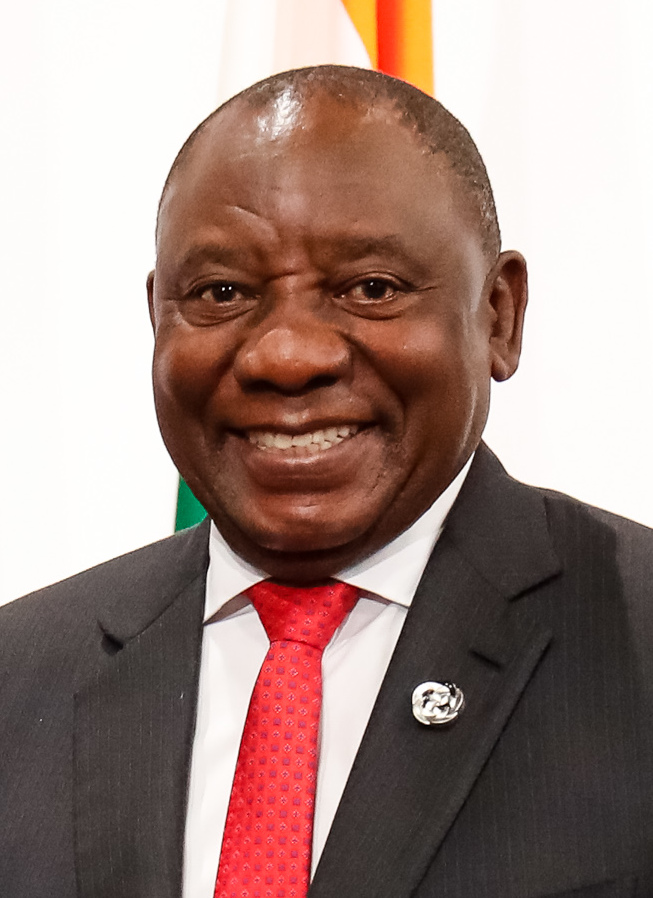
SAF سیریل رامافوزا، رئیس‌جمهور (میزبان)

- برزیل
لوئیس ایناسیو لولا دا سیلوا، رئیس‌جمهور
- روسیه
سرگئی لاوروف, وزیر امور خارجه [۶][۷]
- روسیه
ولادیمیر پوتین، رئیس‌جمهور (مشارکت ویدئو کنفرانسی)
- هند
نارندرا مودی، نخست‌وزیر
- چین
شی جین پینگ، رئیس‌جمهور
- آفریقای جنوبی
سیریل رامافوزا، رئیس‌جمهور (میزبان)

### مهمانان
| کشور                       | سمت                       | متصدی                         | منبع   |
| -------------------------- | ------------------------- | ----------------------------- | ------ |
| الجزایر                    | وزیر اقتصاد               | العزيز فايد                   | [ ۸ ]  |
| آنگولا                     | وزیر هماهنگی اقتصادی کشور | José de Lima Massano          | [ ۹ ]  |
| بنگلادش                    | نخست‌وزیر                  | شیخ حسینه                     | [ ۱۰ ] |
| بلاروس                     | وزیر امور خارجه           | سرگئی آلینیک                  | [ ۱۱ ] |
| بولیوی                     | رئیس‌جمهور                 | لوئیس آرسه                    | [ ۱۲ ] |
| بوتسوانا                   | معاون رئیس‌جمهور           | Slumber Tsogwane              | [ ۱۳ ] |
| بوروندی                    | رئیس‌جمهور                 | اویراسته ندایشیمیه            | [ ۱۴ ] |
| کامرون                     | نخست‌وزیر                  | جوسیف نگوت                    | [ ۱۵ ] |
| آفریقای مرکزی              | رئیس‌جمهور                 | فوستن-آرکانژ توادرا           | [ ۱۶ ] |
| چین                        | Commerce Minister         | Wang Wentao                   | [ ۱۷ ] |
| کنگو                       | رئیس‌جمهور                 | Denis Sassou Nguesso          | [ ۱۸ ] |
| کوبا                       | رئیس‌جمهور                 | Miguel Díaz-Canel             | [ ۱۹ ] |
| کنگو                       | نخست‌وزیر                  | Jean-Michel Sama Lukonde      | [ ۲۰ ] |
| مصر                        | نخست‌وزیر                  | Mostafa Madbouly              | [ ۲۱ ] |
| اتیوپی                     | نخست‌وزیر                  | ابی احمد                      | [ ۲۲ ] |
| گینه استوایی               | رئیس‌جمهور                 | Teodoro Obiang Nguema Mbasogo | [ ۲۳ ] |
| اریتره                     | رئیس‌جمهور                 | Isaias Afwerki                | [ ۲۴ ] |
| غنا                        | رئیس‌جمهور                 | Nana Akufo-Addo               | [ ۲۵ ] |
| اندونزی                    | رئیس‌جمهور                 | جوکو ویدودو                   | [ ۲۶ ] |
| ایران                      | رئیس‌جمهور                 | سید ابراهیم رئیسی             | [ ۲۷ ] |
| لیبی                       | Vice President            | Musa Al-Koni                  | [ ۲۸ ] |
| مالاوی                     | رئیس‌جمهور                 | Lazarus Chakwera              | [ ۱۵ ] |
| موزامبیک                   | رئیس‌جمهور                 | Filipe Nyusi                  | [ ۲۹ ] |
| نامیبیا                    | رئیس‌جمهور                 | Hage Geingob                  | [ ۳۰ ] |
| نیجریه                     | معاون رئیس‌جمهور           | Kashim Shettima               | [ ۳۱ ] |
| فلسطین                     | Deputy Prime Minister     | Ziad Abu Amr                  | [ ۳۲ ] |
| جمهوری دموکراتیک عربی صحرا | رئیس‌جمهور                 | Brahim Ghali                  | [ ۳۳ ] |
| سائوتومه و پرنسیپ          | رئیس‌جمهور                 | Carlos Vila Nova              | [ ۹ ]  |
| عربستان سعودی              | وزیر امور خارجه           | Faisal bin Farhan Al Saud     | [ ۱۱ ] |
| سنگال                      | رئیس‌جمهور                 | Macky Sall                    | [ ۹ ]  |
| سودان جنوبی                | رئیس‌جمهور                 | Salva Kiir Mayardit           | [ ۳۴ ] |
| تانزانیا                   | رئیس‌جمهور                 | Samia Suluhu Hassan           | [ ۳۵ ] |
| اوگاندا                    | معاون رئیس‌جمهور           | Jessica Alupo                 | [ ۳۶ ] |
| امارات متحدهٔ عربی          | رئیس                      | محمد بن زاید آل نهیان         | [ ۱۵ ] |
| زامبیا                     | رئیس‌جمهور                 | هاکاینده هیچیلما              | [ ۳۷ ] |
| زیمبابوه                   | معاون رئیس‌جمهور           | Constantino Chiwenga          | [ ۳۸ ] |